# Кожикод
 Тази статия е за града в Индия.  За административния окръг вижте Кожикод (окръг).  
Ко̀жикод (на малаялам: കോഴിക്കോട്; МФА: [ko:ɹikko:ɖ]), известен също като Каликут, е град в Южна Индия, щат Керала. Разположен е на брега на Арабско море, на 150 km северозападно от Кочин. Градът е трети по големина в щата и е административен център на окръг Кожикод. В миналото е един от основните търговски центрове в Малабар. Населението му е 550 440 души (2011 г.).